# Fernand Courty
| 384 Burdigala | 11 febbraio 1894 |
| 387 Aquitania | 5 marzo 1894     |

Fernand Courty (11 giugno 1862 – 12 ottobre 1921) è stato un astronomo francese.
Lavorò all'osservatorio di Bordeaux fin dalla sua fondazione nel 1880.
Il Minor Planet Center gli accredita la scoperta di due asteroidi, effettuate entrambe nel 1894.